# Chicken McNuggets
Chicken McNuggets et Poulet McCroquettes (au Québec, au Nouveau-Brunswick) sont des marques commerciales appartenant au groupe de restauration McDonald's et exploitées pour un de ses produits.
Il les utilisa, d'abord de manière locale, 1981 puis ils furent généralisés à l'ensemble des restaurants McDonald's des États-Unis en 1983.

## Composition

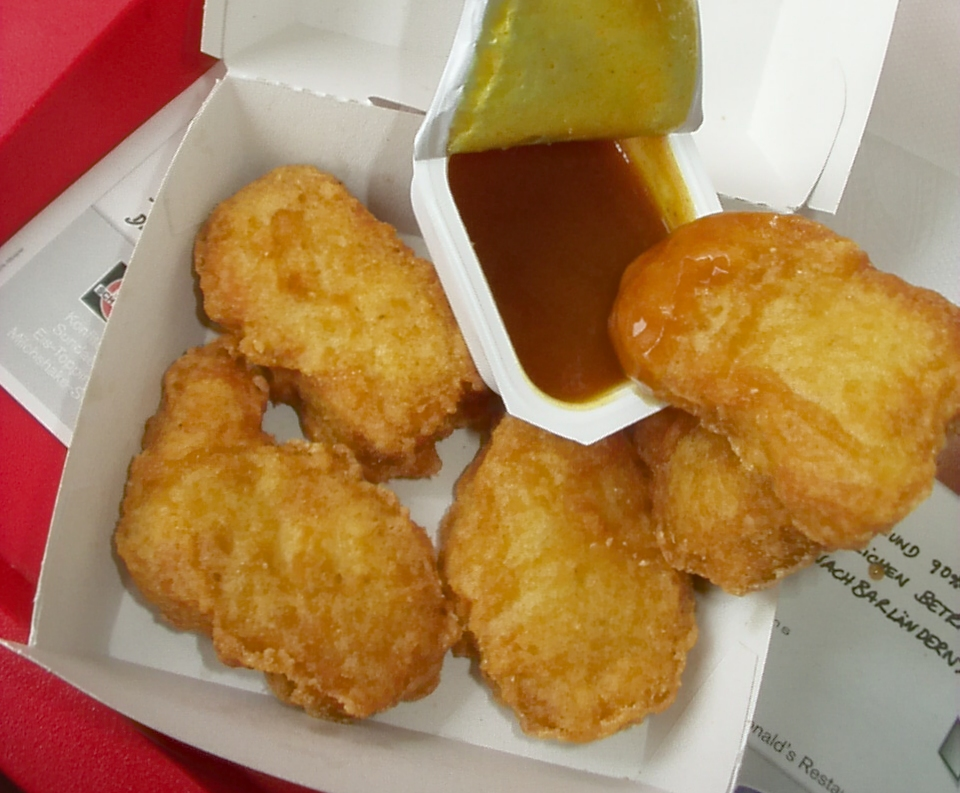
Six Chicken McNuggets

Les produits sous les marques Chicken McNuggets™ sont des spécialités panées au poulet, de type Nugget de poulet. En France, elles sont préparées à partir de filets de poulet origine France, hachés, marinés, puis panés,
Une étude publiée dans l'American Journal of Medicine a analysé la composition des nuggets de poulet de deux chaînes de restauration rapide américaines. Elle a révélé que moins de la moitié de la matière était constituée de muscles squelettiques, la graisse étant présente dans une proportion égale ou supérieure. Les autres composants comprenaient du tissu épithélial, des os, du tissu nerveux et du tissu conjonctif. Les auteurs ont conclu que "les nuggets de poulet sont principalement constitués de graisse, et leur nom est une erreur."

## Histoire
Le nugget de poulet a été inventé dans les années 1950 par Robert C. Baker, professeur de sciences alimentaires à l'université Cornell, et publié en tant que travail universitaire non breveté. Ce morceau de poulet de la taille d'une bouchée, enrobé de pâte à frire puis frit, a été appelé "Chicken Crispie" par Baker et ses associés. Deux problèmes auxquels l'industrie de la viande était confrontée à l'époque étaient de pouvoir agglomérer la viande hachée sans peau et de produire un enrobage de pâte à frire qui pouvait être à la fois frit et congelé sans se détacher. Les innovations de Baker ont résolu ces problèmes et ont permis de former des nuggets de poulet de n'importe quelle forme en enrobant d'abord la viande dans du vinaigre, du sel, des céréales et du lait en poudre pour qu'elle tienne ensemble, puis en utilisant une pâte à base d'œufs et de céréales qui peut être frite et congelée.

## Accompagnement
Ces nuggets sont accompagnés de diverses sauces : sauce classic barbecue, la sauce curry, la sauce chinoise et la sauce classic moutarde

## Formes
Ces nuggets existent sous quatre formes différentes : l'os, le ballon, la botte et la cloche.

## Nutrition
Table complète des informations nutritionnelles des McNuggets
| Nutriment           | Quantité | Valeur Quotidienne (%) |
| ------------------- | -------- | ---------------------- |
| Calories            | 170 Cal  | –                      |
| Sucres Totaux       | 0g       | –                      |
| Fibres Alimentaires | 0g       | 1%                     |
| Cholestérol         | 25mg     | 8%                     |
| Sodium              | 340mg    | 15%                    |
| Fer                 | 0.5mg    | 2%                     |
| Lipides Totaux      | 10g      | 13%                    |
| Potassium           | 150mg    | 4%                     |
| Calcium             | 6mg      | 0%                     |
| Graisses Saturées   | 1.5g     | 8%                     |
| Protéines           | 9g       | –                      |
| Gras Trans          | 0g       | –                      |
| Sucres Ajoutés      | 0g       | 0%                     |
| Glucides Totaux     | 10g      | 4%                     |
| Vitamine D          | 0mcg     | 0%                     |

## Curiosité mathématique
En arithmétique récréative, on appelle « nombres McNugget » une application particulière du problème des pièces de monnaie — aussi appelé problème diophantien linéaire de Frobenius — aux boîtes McNugget: Les nombres McNugget sont les nombres totaux de nuggets que peut contenir un ensemble varié de boîtes McNugget (chacune pouvant contenir soit 6, soit 9 soit 20 nuggets). Par exemple, 41 est un nombre McNugget car il est égal à 6 + 6 + 9 + 20. Tous les nombres entiers à partir de 44 sont des nombres McNugget, tandis que parmi les 44 nombres de 0 à 43, seulement la moitié font partie de cette suite d'entiers (suite A214777 de l'OEIS).